# Ночной дозор (движение)

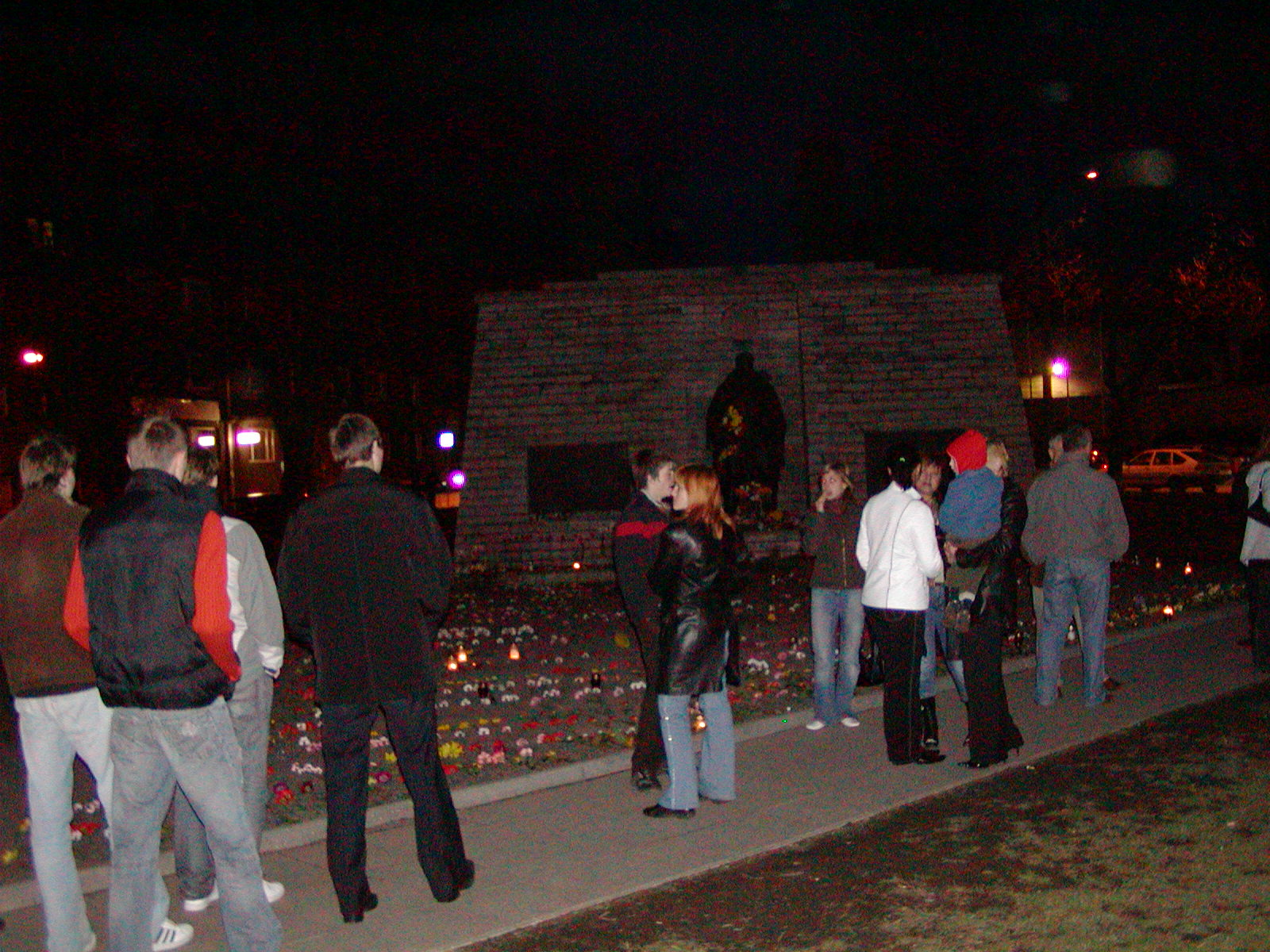
Активисты «Ночного дозора» на Тынисмяги

Ночной дозор (эст. Öine Vahtkond) — общественное движение, созданное с целью защитить памятник павшим во Второй мировой войне в Таллине (Эстония) от переноса и иных действий. 

## Хронология событий
- Активистами движения датой создания Ночного дозора считается 21 мая 2006 года. Созданию предшествовал митинг антикоммунистов с призывами снести монумент. По заверениям участников Ночного дозора митингующие совершали действия, направленные против монумента. Людей, пытавшихся положить цветы, оттесняли в грубой форме. В ночь с 20 на 21 мая памятник был облит краской, напоминающей цвета эстонского флага[2]. На следующий день, 21 мая, люди выступающие за сохранение памятника, пришли на площадь с цветами и свечами. Опасаясь новых актов вандализма, несколько человек остались дежурить у памятника ночью. Это народное движение получило название «Ночной Дозор».
- В конце мая монумент, по решению правительства, был ограждён лентой и выставлен наряд полиции. Тем не менее, члены «Ночного дозора» и комиссары российского движения НАШИ продолжали регулярно собираться, проводить пикеты с целью защиты памятника, а также организовали сбор подписей в защиту Бронзового солдата.

- 9 марта 2007 года неожиданно скончался один из лидеров движения, фотограф Владимир Студенецкий. Причиной смерти была названа остановка сердца. До смерти Студенецкого его фоторепортажи освещали события на Тынисмяги, где до 27 апреля находился монумент.
- 16-19 апреля делегация Ночного Дозора в составе Артура Тамме, Кристины Степановой и Максима Ревы провела пикет в Страсбурге. Поездка проводилась за собственные деньги в счет отпуска. Большого резонанса общественности этот пикет не вызвал, тем не менее членам движения удалось наладить контакты с членами Совета Европы и донести до депутатов национальных парламентов Европы информацию о ситуации в Эстонии, сложившейся из-за намерения правительства демонтировать памятник Воинам погибшим во Второй мировой войне[источник не указан 854 дня].
- 26 апреля началась подготовка к раскопкам братской могилы у памятника. Ранее памятник накрыли огромным тентом, а территория была оцеплена полицией; Ативисты организации «Ночной дозор» присутствовали при раскопках и пытались помешать демонтажу памятника[3].
- 27 апреля двое активистов Ночного Дозора — Дмитрий Линтер и Максим Рева — были арестованы за организацию массовых беспорядков[4]; арестованные обвинения отрицали[источник не указан 854 дня]. Сам же Линтер в момент грабежей киосков и магазинов находился дома[источник не указан 854 дня]. Вместе с Дмитрием Линтером и Максимом Ревой был арестован 18-летний Марк Сирык, которому предъявлено то же обвинение[источник не указан 854 дня].
- 13 июня Марк Сирык был освобождён из под стражи с подпиской о невыезде, Линтеру и Реве были предъявлены обвинения в экстремизме.
- 26 июня в штаб-квартире Европарламента в Брюсселе членами Ночного дозора и латвийским депутатом Татьяной Жданок было проведено мероприятие, на котором пострадавшие во время апрельских беспорядков должны были рассказать о действиях полиции в ходе этих событий, возникших в связи с переносом Бронзового солдата в Таллине. Прибывшие из Эстонии продемонстрировали депутатам и журналистам фотографии и видеокадры апрельских событий. По заявлению депутата Европарламента от Эстонии Катрин Сакс, выступление полностью провалилось[5]. Сами дозоровцы это отрицают.[6]
- 16 ноября суд освободил из-под стражи Реву и Линтера[7].
- 14 января 2008 года Марк Сирык, Максим Рева, Дмитрий Линтер и Димитрий Кленский предстали перед судьей Харьюского уездного суда по обвинению в организации апрельских массовых беспорядков в эстонской столице. По словам Димитрия Кленского:

Хотя этот процесс называется уголовным, всем понятно, что это дело политическое. Власти намерены устроить показательный процесс. Лично я не признаю свою вину ни по одному из пунктов обвинения.
 Другие подсудимые придерживаются того же мнения. В случае признания обвиняемых виновными в организации массовых беспорядков им грозило тюремное заключение сроком до пяти лет. 
Такое ощущение, что обвинение просто выискивает улики там, где их нет, — заявила российской газете „Известия“ депутат Европарламента от Германии Сара Вагенкнехт. — Нет сомнений в том, что этот процесс политический. Обвинение основывается не на фактах, а на каких-то домыслах, не имеющих никакой почвы. Мы поражены теми антирусскими настроениями, которые царят в Эстонии.
- 5 января 2009 года суд признал Марка Сирыка, Максима Реву, Дмитрия Линтера и Димитрия Кленского невиновными[10]. Прокурор обжаловала решение, однако 22 июля 2009 года Государственный суд Эстонии не принял к рассмотрению кассационную жалобу прокуратуры, поставив таким образом точку в деле. Согласно закону, за необоснованное содержание под стражей Реве и Линтеру полагается по 171 360 эстонских крон, а Сирыку — 39 480 крон, из расчёта по 840 крон (около 75 долларов США) за один день безосновательно проведенный под стражей[11].
- В 2011 году появилась информация о прекращении существовании организации; Бывший председатель правления "Ночного дозора" Сергей Чаулин заявил, что речь идёт лишь о перерегистрации юридического лица[12].

## Выборы вРийгикогу
Во время февральских выборов 2007 г. в эстонский парламент ряд деятелей «Ночного Дозора» выступил единым блоком с Конституционной Партией Эстонии (КП). Конституционная партия проиграла выборы, получив только 1 % голосов. Виной этому члены «Ночного дозора» считают отсутствие финансовой поддержки, а также Центристскую партию, которая собрала львиную долю голосов русскоязычного электората. Не последнюю роль в поддержку центристов сыграла реклама на российских каналах в исполнении сторонников Владимира Путина.